# Affaire de la Dépakine
L'affaire de la Dépakine est une affaire judiciaire française concernant les personnes s'estimant victimes de la prise d'acide valproïque.

## Historique
Les familles d’enfants nés sous Dépakine se sont constituées en association, l’Apesac. En 2011, Marine Martin, lanceuse d'alerte mère de deux enfants touchés a saisi la justice. Une quinzaine d’expertises sont en cours dans le cadre de procédures au civil. Certaines ont montré un lien de causalité entre la prise du médicament et les malformations et les retards du développement chez les enfants.
En 2015, quatre familles ont déposé une plainte contre X pour « tromperie aggravée » et « blessures involontaires ». L’enquête préliminaire ouverte par le parquet de Paris de ces mêmes chefs a été confiée aux gendarmes de l’Office central de lutte contre les atteintes à l'environnement et à la santé publique (OCLAESP), spécialistes des affaires sanitaires.
En août 2016, le ministère de la Santé annonce la création d'un Fonds d'Indemnisation pour les victimesgéré par l'ONIAM.
En décembre 2016, l'association de victimes l'APESAC, présidée par Marine Martin lance la première « class action » française en matière de santé, en formant une action de groupe contre le laboratoire Sanofi.
Le Canard enchaîné indique en octobre 2017 que le laboratoire Sanofi « refuse de contribuer au fonds d'indemnisation des victimes ».
La Cour d'appel d'Orléans condamne Sanofi au civil le 20 novembre 2017 pour la « défectuosité de son produit », et confirme la responsabilité du laboratoire, en estimant que le contrôle des autorités de santé n'annule pas sa propre responsabilité. Sanofi se pourvoit en cassation.
En 2018, l'usine Sanofi de Mourenx rejette dans l'air du 2-bromoprobane (intermédiaire servant à la synthèse de la dépakine) 190 000 fois la norme autorisée. Sanofi mettra 4 mois à alerter les autorités compétentes et conclu "que les populations ne sont pas exposées à des niveaux supérieurs aux seuils fixés par la réglementation française". L’arrêté du 4 décembre 2014, les autorités évoquaient en effet « des dépassements observés à plusieurs reprises, en 2013 » avec des rejets de « gouttelettes d’eau chargées de valproate de sodium sur les toits », en fait ce sont 13,4 tonnes/an selon le scénario « réaliste » et 20,2 tonnes/an selon le scénario « enveloppe [archive] ». La CGT, des riverains ainsi que des élus politiques demandent qu'une transparence soit faite sur ces rejets. Une procédure judiciaire instruite dans un premier temps par le procureur de la république de Pau, est confiée au pôle de santé publique du parquet du tribunal de grande instance de Paris et aboutit à l'arrêt de la production.
19 avril 2018 devant « la situation de dépassement inacceptable des normes de rejets pour plusieurs composés organiques volatils », l’État a mis en demeure la société SANOFI CHIMIE de respecter les valeurs limites d’émission de différents composés organiques volatils dont le valproate de sodium sous 3 mois sous peine de fermeture administrative. La même année, L’ANSES précisait qu’il y avait une absence de zone de seuil au-dessous de laquelle aucun risque ne serait encouru.
Juillet 2018 L’Association des riverains (Arsil) dépose une plainte pour  "mise en danger d'autrui et administration de substances nuisibles" . Octobre 2018, l’APESAC dépose à son tour une plainte auprès du tribunal de grande instance Paris pour « d'atteinte involontaire à l'intégrité de la personne » et « mise en danger d'autrui. »
Entre novembre 2018 et janvier 2019, des examens sanguins sont conduits sur les salariés du site. A l‘issue des deux campagnes, onze salariés sur 64 présentent des traces de valproate de sodium dans leur organisme alors qu’ils ne prennent pas de Dépakine.
En septembre 2019, la CGT dépose une plainte à Paris pour « mise en danger de la vie d’autrui »
Début octobre 2019, l'organisme d'indemnisation à l'amiable Oniam propose 6,5 millions d'euros de dédommagement pour la responsabilité de l’État ou de celle de l'entreprise Sanofi pour 31 dossiers étant en négociation dans l'affaire alors qu'au total, 2000 demandes d'indemnisation ont été déposées,. En décembre 2017, le groupe pharmaceutique a été condamné par la cour d’appel d’Orléans à verser 2 millions d’euros à la famille d’une victime et un million à l’assurance-maladie. Sanofi a payé mais s’est pourvu en cassation.
Début 2020, Sanofi Aventis France est mis en examen pour « blessures involontaires » et « tromperie aggravée », puis en août pour « homicides involontaires ». Le 9 novembre 2020, l'Agence nationale de sécurité du médicament et des produits de santé est à son tour mise en examen, pour blessures et homicides involontaires par négligence,.
En janvier 2022, l'entreprise poursuivie par l'association de victime APESAC dans la première action de groupe en matière de santé est jugée responsable d'un manque de vigilance et d'informations sur les risques liés à la Dépakine. Le laboratoire a « produit et commercialisé un produit défectueux », au sens où il n’offrait pas la « sécurité à laquelle on peut légitimement s’attendre ». Sanofi annonce interjeter appel.
En 2017 l’APESAC (Association d'aide aux parents d'enfants souffrant du syndrome de l'anti-convulsivant) fait une demande conjointe avec l’ANSM afin d’étudier les effets du Valproate sur le sperme de l’homme épileptique. Ce n’est que le 16 Mai 2023 que l’ANSM informe sur une évaluation européenne du risque troubles neurodéveloppementaux chez les enfants dont le père a été traité par valproate dans les mois précédant la conception. Le 4 Août 2023 l’Agence annonce via un communiqué de presse la mise en place d'une information à destination des praticiens et des patients traités par Dépakine (Valproate de Sodium).Les premiers résultats de l’étude brésilienne indiquent que chez les hommes traités par Valproate dans les trois mois qui précèdent la conception entraine augmentation du risque de troubles neuro-développementaux, comme des troubles du spectre autistique chez les enfants dont le père a été traité par valproate. L’Agence européenne du médicament (EMA) a demandé aux laboratoires des analyses complémentaires pour évaluer la robustesse de ces données. A ce jour, plus d’une dizaine de familles s’apprêtent à saisir le juge.
En 2023, une plainte est déposée contre X par une mère de deux enfants autistes pour "mise en danger d’autrui". Elle n'a jamais pris de Dépakine mais en a inhalé pendant plusieurs années. Ses enfants présentent des troubles similaires aux enfants exposés in-utéro à la Dépakine. 13 tonnes par an allant jusqu'à 20 tonnes de Dépakine rejetée. Cela fait suite au scandale de l'usine Mourenx en 2018
Sanofi indique à ce jour ne "pas avoir connaissance de cette procédure".
En septembre 2024 le tribunal judiciaire de Paris condamne Sanofi dans le dossier individuel de Marine Martin, lanceuse d'alerte à lui verser 285 000 euros, jugeant ainsi une faute de vigilance et l'absence de réactivité face aux alertes. Cette décision est une première, la défectuosité avait déjà été retenue par le tribunal de Nanterre dans d'autres dossiers mais pas la faute. Cette décision est également novatrice dans la mesure où le tribunal condamne Sanofi pour le préjudice d'anxiété à verser 47 500 euros à chacun de ses enfants,.